# Eperua duckeana
Eperua duckeana är en ärtväxtart som beskrevs av John Macqueen Cowan. Eperua duckeana ingår i släktet Eperua och familjen ärtväxter. Inga underarter finns listade i Catalogue of Life.